# Samuel Kalu
Samuel Kalu (ur. 26 sierpnia 1997 w Abie) – nigeryjski skrzydłowy, grający na pozycji prawego skrzydłowego w angielskim Watford F.C..

## Kariera
9 grudnia 2015 roku, Kalu podpisał dwuletni kontrakt ze słowackim  AS Trenczyn. Pierwszy mecz w profesjonalnej piłce rozegrał przeciwko Slovanowi Bratysława 27 lutego 2016.
4 stycznia 2017 dołączył do belgijskiego KAA Gent.
6 sierpnia 2018 roku, Kalu podpisał pięcioletni kontrakt z francuskim Girondins Bordeaux.
13 października 2018 roku zdobył swoją pierwszą bramkę w reprezentacji Nigerii. Bramkę tę strzelił Libii w meczu który Nigeria wygrała 4-0.